# Discovery Channel
Discovery Channel és un canal de televisió per cable propietat de Discovery Communications, i un senyal d'entreteniment, cultura i educació distribuïda virtualment en el mercat de televisió de pagament a tot el món.
La marca és coneguda principalment per la seva varietat de programació científica, particularment documentals i programes sobre la naturalesa. Discovery Channel es va llançar el dia 17 de juny de 1985 als Estats Units.

## En el Món
Discovery Channel arriba a més de 450 milions de llars en més de 160 països. En diversos d'aquests, Discovery Channel està disponible en plataformes digitals via satèl·lit que ofereixen una mateixa programació en diversos idiomes o subtítols (inclosos el castellà, alemany, portuguès, italià, danès, grec, polonès, hongarès, romanès i hindi).

## Mercat i Marques
Durant el Tour de França a 2004, la companyia Discovery Channel va anunciar que es convertiria en el principal patrocinador del Discovery Channel Pro Cycling Team del 2005, participat per l'heptacampió Lance Armstrong.
També es troba fundant la construcció del Discovery Channel Telescope Arxivat 2007-03-03 a Wayback Machine., juntament amb l'Observatori Lowell.